# Carlos Alcaraz (piłkarz)
Carlos Jonás „Charly” Alcaraz Durán (ur. 30 listopada 2002 w La Placie) – argentyński piłkarz występujący na pozycji środkowego pomocnika.